# Teleki-kastély (Paszmos)
A paszmosi Teleki-kastély (románul: castelul Teleki) Romániában, Erdélyben, Beszterce-Naszód megyében található. A romániai műemlékek jegyzékében a BN-II-a-A-01685 sorszámon szerepel.
Gróf Teleki Mihály (1634–1690) kancellár óta a Teleki család birtoka. Utolsó ura gróf Teleki Ernő volt. A kastélyt a második világháború után állami tulajdonba vették. A benne lévő értékes antik bútorokat, festményeket stb. elvitték a bevonuló szovjet csapatok. A falu felbujtott román lakossága szétverte a még megmaradt értékeket. Az épületet a termelőszövetkezet céljaira hasznosították. 1990-től a kastély lakatlan lett, pusztulófélben volt. 2002-ben került a Beszterce-Naszód megyei önkormányzat tulajdonába. 2017-ben a megyei önkormányzat közölte, hogy 4,8 millió eurós európai uniós támogatásból felújítják.

## Külső hivatkozások
- Teleki-kastély, Paszmos
- Teleki Posmus Castle[halott link]
- A paszmosi Teleki-kastély – YouTube-videó